# Kładka Leśnicka
Kładka Leśnicka (Kładka w Parku Leśnickim) – kładka dla pieszych położona we Wrocławiu, stanowiąca przeprawę nad rzeką Bystrzyca, łącząca osiedle Leśnica z osiedlem Stabłowice.
Prawy przyczółek kładki położony na wschodzie, to obszar osiedla Stabłowice, lewy przyczółek, przy zachodnim brzegu rzeki, to Park Leśnicki położony w obrębie osiedla Leśnica.
Długość kładki wynosi 38,65 m, jej szerokość wynosi 2,8 m. Konstrukcja kładki została wykonana w technologii żelbetowej. Kładka składa się z siedmiu przęseł. Nawierzchnię pomostu kładki wykonano z betonu. Przed wybudowaniem w tym miejscu istniejącej dziś kładki o konstrukcji żelbetowej, funkcjonowała tu kładka o konstrukcji drewnianej.